# Abaededsee
Der Abaededsee ist ein Salzsee, der in einem Vulkankrater an der nordwestlichen Grenze der heißen und extrem trockenen Danakilsenke in Eritrea, 132 km südöstlich von Massaua, liegt. Die Seeoberfläche befindet sich 30 Meter unterhalb des Meeresspiegels.

## Beschreibung
Der See wird von einigen heißen Quellen gespeist und hat keinen Abfluss. Die Wassertemperatur beträgt etwa 29 °C, erreicht in der Umgebung der heißen Quellen aber 45 °C. Die Salinität liegt bei 14,5 g/l, der pH-Wert bei 7,46, die Elektrische Leitfähigkeit beträgt 23100. Am südlichen und östlichen Rand des Sees liegen Sanddünen von denen hin und wieder Sand in den See geblasen wird.

## Ökologie
Das Seeufer ist fast vollständig von Schilfrohr (Phragmites australis) und Tamarisken (Tamarix aphylla) bewachsen aber in der Umgebung der heißen Quellen vegetationsfrei. Der Buntbarsch Danakilia dinicolai kommt endemisch nur in diesem See vor und ist am häufigsten im Schilfgürtel um den Seen sowie über Zonen des Seebodens, in denen die Wassertemperatur nicht zu hoch ist. Dort ist der Boden übersät mit den kraterartigen Nestern der farbigen Buntbarschmännchen. Ein weiteres im See vorkommendes Wirbeltier ist ein Frosch, möglicherweise Ptychadena anchietae.

## Quelle
- Melanie L. Stiassny, Giuseppe de Marchi & Anton Lamboj, 2010: A new species of Danakilia (Teleostei, Cichlidae) from Lake Abaeded in the Danakil Depression of Eritrea (East Africa). Zootaxa 2690: 43–52 (2010). PDF